# Cipocereus pusilliflorus
Cipocereus pusilliflorus är en kaktusväxtart som först beskrevs av Friedrich Ritter, och fick sitt nu gällande namn av Barthlott och Nigel Paul Taylor. Cipocereus pusilliflorus ingår i släktet Cipocereus och familjen kaktusväxter. Inga underarter finns listade i Catalogue of Life.